# Eliseo (profeta)
Eliseo (in ebraico אֱלִישַׁע, Elišaʿ, che significa "Dio è mia salvezza"; fl. IX-VIII secolo a.C.) è stato un profeta ebreo antico, la cui vicenda è narrata nella Bibbia.

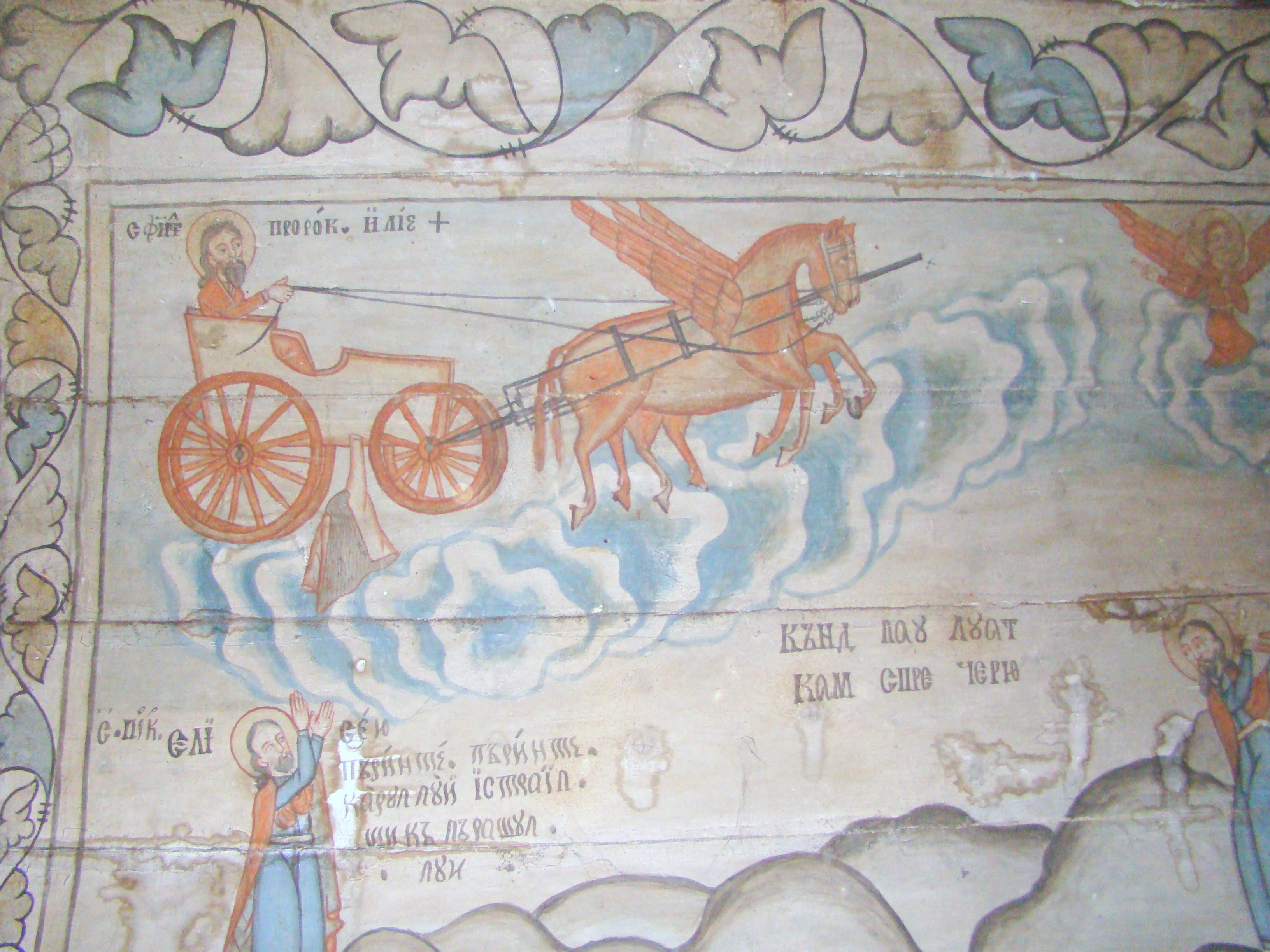
L'ascensione di Elia in un affresco bizantino

È considerato un uomo saggio e onesto anche dalla religione islamica presso la quale è chiamato Al-Yasa.

## Racconto biblico
Eliseo era figlio di Safàt, da Abel-Mecolà, divenne discepolo di Elia, dopo che questi aveva ricevuto una profezia sul Monte Oreb (Sinai) nella quale Dio gli diceva appunto di aver scelto Eliseo come suo erede spirituale. Lungo la via dal Sinai alla città di Damasco, Elia incontrò Eliseo che stava arando con dodici paia di buoi e conduceva la dodicesima coppia. Elia lo raggiunse e gli pose il suo mantello sulle spalle, in segno di presa in carico della sua persona. Poi Eliseo prese un paio di buoi, li uccise e li macellò; ne fece cucinare la carne con il fuoco acceso dalla legna del giogo; quindi ne offrì da mangiare al suo popolo. Eliseo fu il principale discepolo di Elia, finché quest'ultimo non fu rapito in cielo, sopra un carro fiammeggiante, mentre percorreva la strada per Gèrico. Appena prima dell'ascensione di Elia, quest'ultimo domandò ad Eliseo se vi fosse un'ultima richiesta che gli era possibile soddisfare prima che fosse chiamato ad andare, e così Eliseo gli richiese di "essere l'erede principale del suo spirito di profeta", al che Elia glielo avrebbe garantito solo a patto che gli fosse stato concesso vedere lui mentre ascendeva al cielo: questo gli fu concesso, ed Eliseo assistette all'avvenimento. Dopo di che, Elia fu addotto dal Carro di fuoco di Dio.
Recuperando il mantello di Elia, che durante l'ascensione in cielo di quest'ultimo gli era caduto a terra, e proprio come aveva fatto Elia poco prima di essere rapito al cielo per attraversare il fiume Giordano, Eliseo, per la sua strada di ritorno, sbatté il mantello arrotolato sul fiume Giordano invocando il "Dio d'Elia", e le acque del fiume si aprirono, percorrendo la sua strada per Gèrico, ove fu riconosciuto come il vero erede di Elia. In questa città compì il miracolo di guarire con del sale e dell'acqua la sua terra arida.
Dopo il transito a Bethel, dove la popolazione adorava un vitello d'oro, Eliseo fu schernito da un gruppo di ragazzi che lo sfidarono a seguire in cielo Elia dicendo "sali calvo". Egli li maledisse per tale offesa e Dio fece apparire due orse, sbucate dalla foresta, che massacrarono 42 fanciulli tra coloro che avevano osato prendersi gioco del profeta. 
Oltre ai due miracoli sopracitati Eliseo ne compì altrettanti durante la sua vita. I racconti biblici narrano che il profeta operò come uomo compassionevole, pronto a venire in aiuto dei poveri. Si narra della vedova di uno dei figli dei profeti che rimasta povera e in balia dei creditori, richiedenti come schiavi i suoi due bambini, vedrà moltiplicare il poco olio in suo possesso; potrà, quindi, miracolosamente saldare i suoi debiti. Ancora un altro prodigio di Eliseo vede protagonisti una donna Sunamita e il suo unico figlio avuto in tarda età che ammalatosi improvvisamente morì lasciando la madre nella disperazione, ma il Profeta chiamato ad intervenire, provvede ponendo la bocca, gli occhi e le mani su di lui: il corpo del bambino riprese calore, starnutì sette volte e aprì gli occhi. Di nuovo, a causa di una carestia, i figli dei profeti furono costretti a condividere la pentola di Eliseo, nella quale per errore vennero inserite delle zucche velenose e mortali; il Profeta intervenne miracolosamente anche questa volta ordinando loro di andare a prendere della farina; questa fu versata nella pentola dove ora non c’era più nulla di cattivo. Altra occasione, quando gli vennero offerti, da un uomo, 20 pani d’orzo come primizie del suo raccolto e con questi il profeta riuscì a sfamare più di un centinaio di persone e ci furono anche avanzi. Ulteriore prodigio venne operato da Eliseo nella guarigione di Naamàn, comandante dell’esercito del re di Aram che per fede fu guarito dalla lebbra. Eliseo rifiutò i doni offertigli da Naamàn, ma il suo servo Giezi se li fece consegnare con l'inganno. Quando Eliseo lo scoprì, lo punì. Simili miracoli verranno attribuiti a Gesù, circa 1000 anni più tardi.
Prima di stabilirsi in Samaria, rimase per un po' sul Monte Carmelo. Una sua visione preannunciò la vittoria dell'esercito dei Moabiti nella guerra. Guidò la nazione d'Israele contro i suoi nemici, in particolare contro i Siriani.

## Esegesi ebraica
Secondo il Talmud (Ketubot 105) Eliseo è probabilmente della tribù di Gad o un Kohen.

## Nel Corano
Eliseo viene citato nel Corano come un grande amico di Elia. Egli sarebbe stato scelto da Dio per essere il secondo profeta degli ebrei, che adoravano Baal, antica divinità fenicia. Il Corano quando descrive Eliseo, narra circa la sua onestà e la sua giustizia.

## Culto

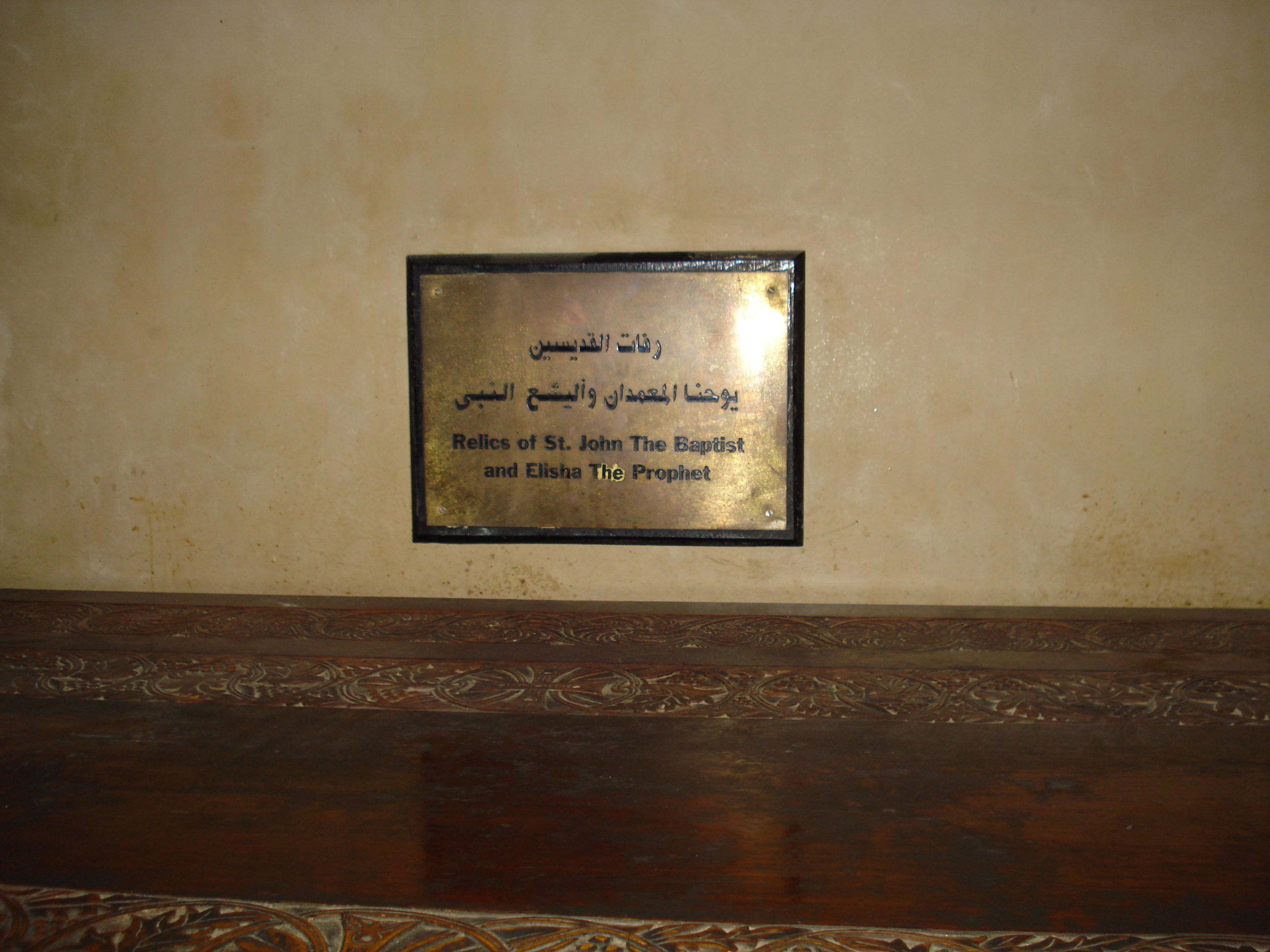
Lapide nel monastero di San Macario il Grande, in Egitto, che indica il luogo in cui sono conservate le reliquie del profeta Eliseo

Durante l'impero di Giuliano l'Apostata secondo i cristiani furono distrutte le presunte reliquie di molti santi, tra cui Eliseo e Giovanni Battista. Tuttavia, secondo Rufino d'Aquileia, i cristiani riuscirono a portarle in salvo; i monaci copti del monastero di San Macario il Grande a Scete in Egitto hanno documentato il loro ritrovamento durante i lavori di restauro, intorno al 1970.
La Chiesa cattolica lo venera come santo e ne celebra la memoria il 14 giugno. Eliseo è venerato dalla generalità delle chiese cristiane, nonché (come profeta) dagli ebrei e dai musulmani.
Il culto di Elia e di Eliseo si diffuse in Occidente per opera dei Carmelitani, e diventò una festa per l’Ordine a partire dal 1399. 
Le reliquie del profeta Eliseo furono portate a Ravenna nel 718 e poste nella cappella della chiesa di San Lorenzo dedicata ai santi Gervasio e Protasio (425 d. C.). 
Nel 1603 questa chiesa fu distrutta, e si perse traccia delle reliquie, tranne il capo di Eliseo che è esposto nella basilica di Sant'Apollinare Nuovo.

## Iconografia

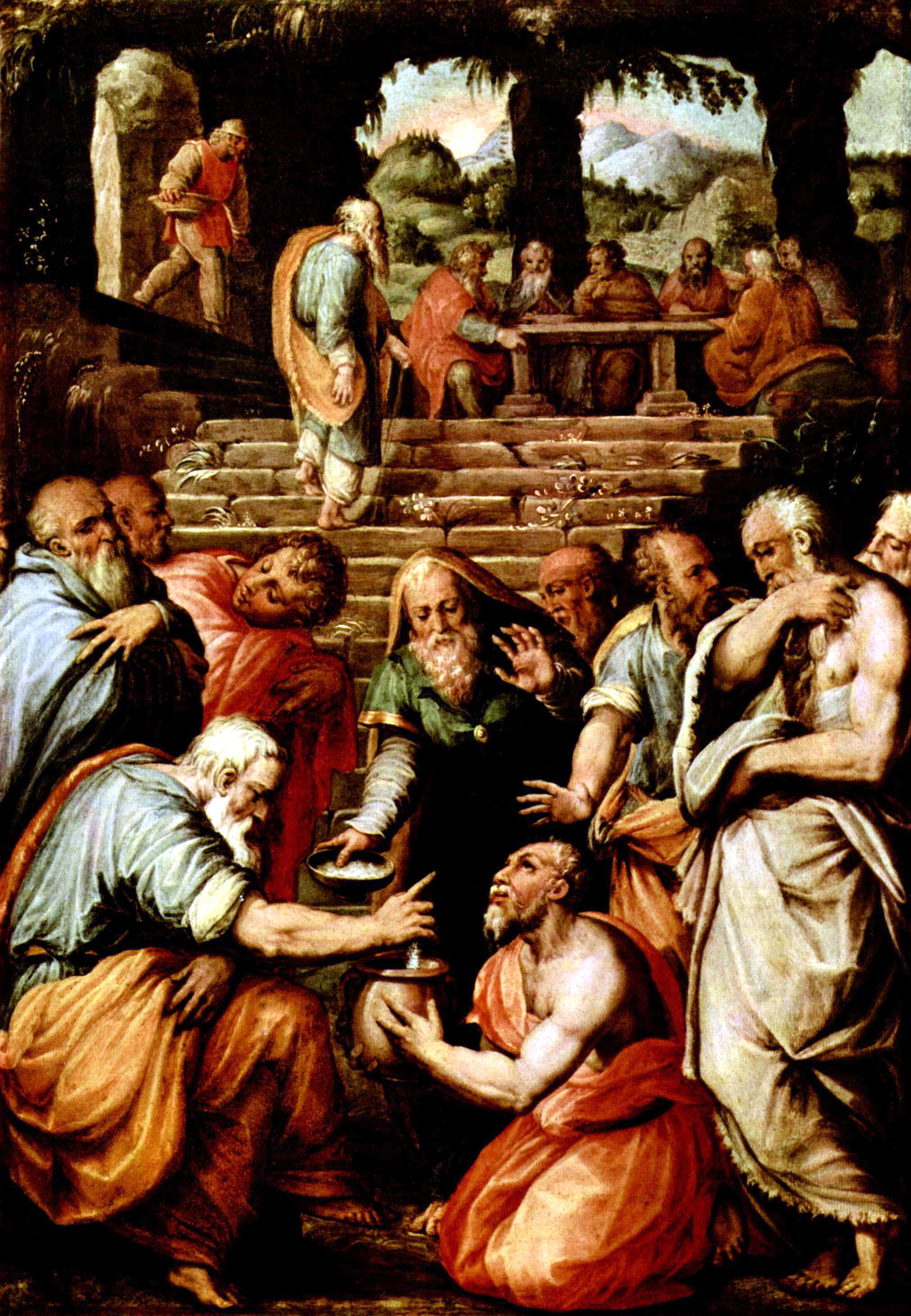
Giorgio Vasari, Profeta Eliseo (Firenze, Uffizi)

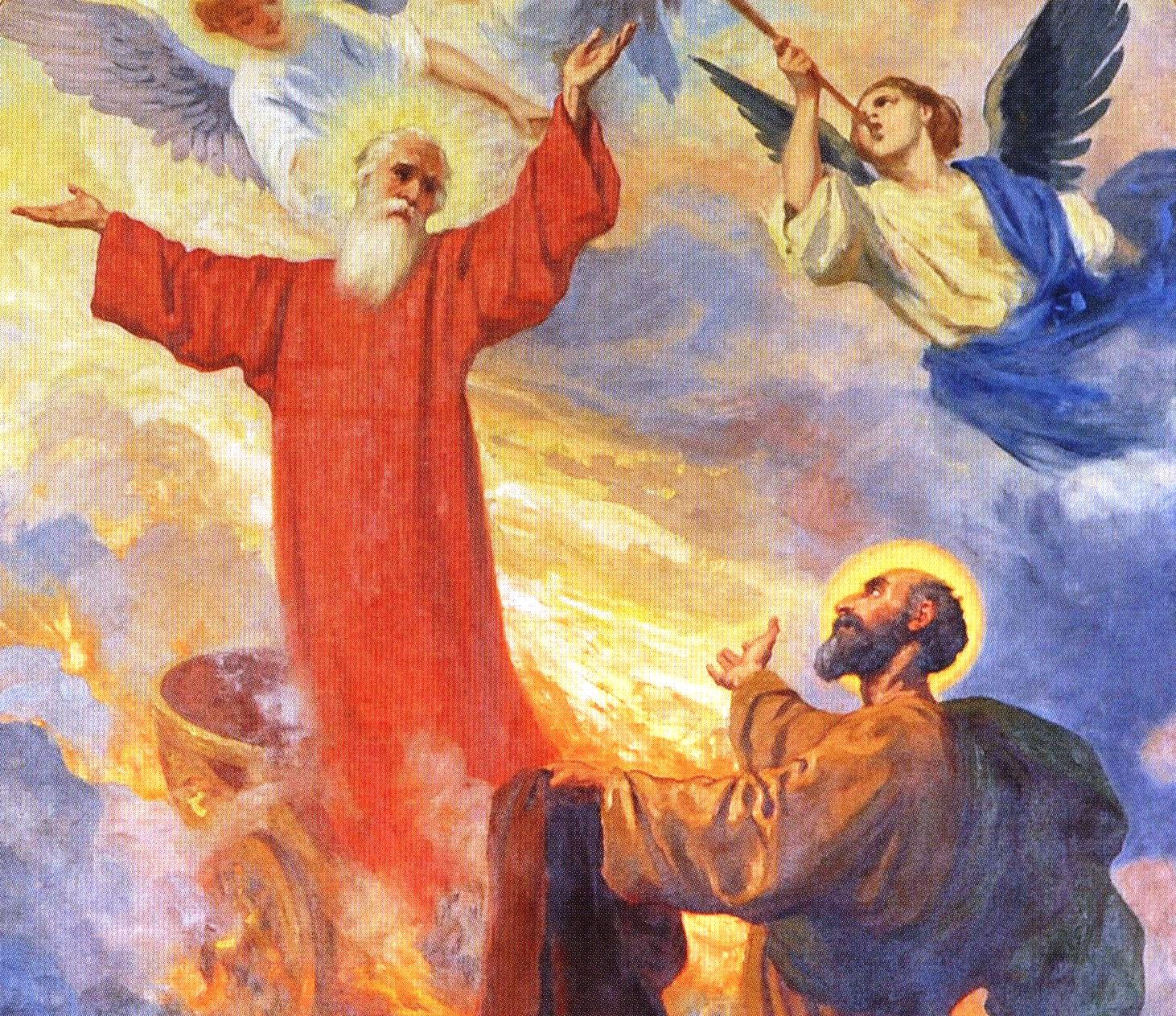
Tesero, chiesa parrocchiale di Sant'Eliseo: Il rapimento di Elia, Duilio Corompai, 1934 (particolare)

Nello scomparto centrale del trittico di Duilio Corompai dedicato alla vita del profeta Eliseo viene descritto il rapimento di Elia su un carro di fuoco, episodio raccontato nel Secondo libro dei Re (2Re 2,9-13). Il mantello, caduto ad Elia e raccolto da Eliseo, rappresenta la continuazione della missione profetica. L'opera pittorica si trova nella chiesa parrocchiale di Tesero (TN).

## Altro
Dante Alighieri citò la sua vicenda per una similitudine nell'Inferno (Inf. XXVI, 34-37).